# Sonja
Sonja ist ein weiblicher Vorname.

## Herkunft und Bedeutung
Sonja ist die russische Koseform des weiblichen Vornamens Sophia, welcher „Weisheit“ bedeutet. Abgeleitet von russisch son hat der Name auch die Bedeutung: „die Träumende, Träumerin“. Eine besondere Färbung erhält der Name dadurch, dass diese Koseform im Russischen auch „Schlafmaus“ oder „Schlafmütze“ bedeutet. Gelegentlich wird Sonja auch mit „die für die Wahrheit Kämpfende“ übersetzt, die wörtliche Übersetzung allerdings ist die zuerst genannte.
Ab 1900 erfreute sich der Name in Skandinavien großer Beliebtheit und avancierte seit den 1950er Jahren in vielen europäischen Ländern zum Modenamen. In Deutschland wurde der Name besonders in den 1970er Jahren häufiger gewählt. 1975 belegte er den 15. Platz in der Rangliste der in diesem Jahr vergebenen weiblichen Vornamen. Am häufigsten wird der Name Sonja in Deutschland, Russland, der Ukraine, in den skandinavischen Ländern und auf den Philippinen vergeben.

## Namenstage
- 15. Mai (Sophia von Rom)
- 29. November (in Norwegen)
- 29. Februar (in Slowenien)
- 28. März (in Tschechien und Slowakei)
- 3. September, eigentlicher Namenstag

## Varianten
- russisch – Соня (Sonja)
- serbisch – Соња (Sonja)
- englisch – Sonya, Sonia
- italienisch – Sonia
- spanisch – Sonia (Bedeutung von: Soña(r) = Träumen)
- französisch – Sonia
- tschechisch und slowakisch – Soňa
- ungarisch – Szonja, Szoszka, Szonika, Szoni, Szoszi, Szoszo, Szonici, Szonjus

## Ähnliche Namen
| - Sanja - Sinja - Sinje - Sona - Soniya | - Sonija - Sonje - Sontje - Sunja - Sunje | - Sünja - Sünje - Sonka - Sonjo |

## Bekannte Namensträgerinnen
- Sonja Alhäuser (* 1969), deutsche Künstlerin
- Sonja Anders (* 1965), deutsche Chefdramaturgin und Intendantin
- Sonja Baum (* 1975), deutsche Schauspielerin
- Sonja Bernadotte (1944–2008), zweite Ehefrau von Lennart Bernadotte, von 1981 bis 2006 Geschäftsführerin der Mainau GmbH
- Sonja Bertram (* 1984), deutsche Schauspielerin
- Sonja Maria Bluhm (* 1998), deutsche Schachspielerin
- Sonja vom Brocke (* 1980), deutsche Schriftstellerin
- Sonja Deutsch (* 1937; eigentlich Sonja Stokowy), deutsche Schauspielerin und Synchronsprecherin
- Sonja Eichwede (* 1987), deutsche Richterin und Politikerin der Sozialdemokratischen Partei Deutschlands (SPD)
- Sonja Faber-Schrecklein (* 1965), deutsche Journalistin und Moderatorin
- Sonja Frey (* 1993), österreichische Handballspielerin
- Sonja Fuss (* 1978), deutsche Fußballspielerin
- Sonja Gerhardt (* 1989), deutsche Schauspielerin
- Sonja Gerstner (1952–1971), deutsche Malerin und Schriftstellerin
- Sonja Hammerschmid (* 1968), österreichische Molekularbiologin und Politikerin (SPÖ)
- Sonja Hasler (* 1967), Schweizer Moderatorin und Redaktorin
- Sonja Heiss (* 1976), deutsche Filmregisseurin, Drehbuchautorin und Schriftstellerin
- Sonja Henie (1912–1969), norwegische Eiskunstläuferin
- Sonja Jürgens (* 1978), deutsche Politikerin (SPD)
- Sonja Kehler (1933–2016), deutsche Schauspielerin
- Sonja Kesselschläger (* 1978), deutsche Leichtathletin
- Sonja Kirchberger (* 1964), österreichische Schauspielerin
- Sonja Kling (* 1971), deutsche Kabarettistin, Schauspielerin und Autorin
- Sonja Korkeala (* 1969), finnische Violinistin und Violinprofessorin
- Sonja Kosta (* 1924; † nach 1977), deutsche Schauspielerin bei Bühne und Film sowie Sängerin
- Sonja Kowalewski (1850–1891), russische Mathematikerin (eingedeutschte Form ihres Namens: eigentlich Sofja Wassiljewna Kowalewskaja)
- Sonja Lerch (1882–1918), deutsche Sozialistin und Friedensaktivistin
- Sonja Ludvigsen (1928–1974), norwegische Politikerin
- Sonja Margolina (* 1951), russisch-deutsche Publizistin und Schriftstellerin
- Sonja Martin (1962–2019), österreichische Filmschauspielerin der 1980er Jahre
- Sonja Marx (* 1969), deutsche Journalistin, Hörfunk- und Fernsehmoderatorin
- Soňa Mihoková (* 1971), slowakische Biathletin
- Sonja Moonear (* 1978), Schweizer Tech-House-DJ und Musikproduzentin
- Sonja Morgan (* 1963), US-amerikanische Philanthropin, Schauspielerin und Designerin
- Sonja Morgenstern (* 1955), deutsche Eiskunstläuferin
- Sonja Mühlberger (* 1939), deutsche Emigrantin, Pädagogin und Autorin
- Sonja Nef (* 1972), Schweizer Skirennläuferin
- Sonja von Norwegen (* 1937), Ehefrau von König Harald V. von Norwegen
- Sonja Oberem (* 1973), deutsche Marathonläuferin und Triathletin
- Sonja Optendrenk (* 1972), deutsche politische Beamtin (CDU)
- Sonja Pfeilschifter (* 1971), deutsche Sportschützin
- Sonja Pikart (* 1984), deutsche Kabarettistin und Schauspielerin
- Sonja Porle (* 1960), slowenische Autorin
- Sonja Prunnbauer (* 1948), deutsche Gitarristin
- Sonja Richter (* 1974), dänische Schauspielerin
- Sonja Rom (* 1969), deutsche Kamerafrau
- Sonja Rüther (* 1975), deutsche Schriftstellerin
- Sonja Savić (1961–2008), serbische Schauspielerin und Filmschaffende
- Sonja Schmidt (* 1946), deutsche Schlagersängerin
- Sonja Schöber (* 1985), deutsche Schwimmerin
- Sonja Schünemann, ZDF-Online-Redakteurin von heute.de und Moderatorin
- Sonja Sohn (* 1964), US-amerikanische Schauspielerin
- Sonja Sonnenfeld (1912–2010), schwedische Menschenrechtlerin
- Sonja Steffen (* 1963), deutsche Politikerin (SPD)
- Sonja Sutter (1931–2017), deutsche Schauspielerin
- Sonja Weissensteiner (* 1981), in Deutschland lebende italienische Sängerin und Moderatorin
- Sonja Wigert (1913–1980), norwegische Schauspielerin
- Sonja Wilken (1928–1977), deutsche Schauspielerin und Kabarettistin
- Sonja Zekri (* 1967), deutsche Journalistin
- Sonja Ziemann (1926–2020), deutsche Schauspielerin, Sängerin und Tänzerin
- Sonja Zietlow (* 1968), deutsche Fernsehmoderatorin

## Literarische Figuren
- Sonja Marmeladowa aus Fjodor Dostojewskis Schuld und Sühne (1866)
- Sónja Rostów aus Leo Tolstois Krieg und Frieden (1869)
- Sonja Sonnenschein (Little Miss Sunshine, 1981) aus Roger Hargreaves’ Kinderbuchserie Unser Herr Glücklich und seine Freunde (ab 1971)
- Sonja (1984) ist eine Erzählung von Tatjana Tolstaja

## Sonstiges
- Sonja war auch der Deckname der sowjetischen Spionin und späteren Schriftstellerin Ruth Werner (1907–2000)
- Die DDR-Spionin Johanna Olbrich (1926–2004) benutzte das Pseudonym Sonja Lüneburg.
- Name der österreichischen Schauspielerin Venceslava Vesely (1886–1974), siehe Magda Sonja
- Sonja (Gemälde)